# Bucks größtes Abenteuer
Bucks größtes Abenteuer ist ein italienischer Abenteuerfilm aus dem Jahr 1991; der Film übernimmt die Grundkonstellation des Romans Ruf der Wildnis von Jack London und wurde von Tonino Ricci inszeniert.

## Handlung
Kanada, zu Beginn des 20. Jahrhunderts: Trapper Wintrop lebt in einer Hütte in den Bergen mit seinem alten Vater Thomas, seinem Sohn Tim, dem Abenteurer Matt und dem Wolfshund Buck. Eines Tages ist er unterwegs, als Banditen in die Hütte eindringen, sie ausrauben und Großvater Thomas töten. Wintrop macht sich auf, den Mord zu rächen. Mit der Hilfe von Buck, seinem Sohn und Matt kann er die Verbrecher ausfindig machen und dabei auch das Mädchen Corinne aus deren Händen befreien. Da auch Corinnes Vater umgebracht wurde, schließt sich Corinne ihren Rettern an.

## Kritik
„Die Schauspieler sind jenseits von Gut und Böse und hampeln völlig enthemmt und losgelöst durch die verschneiten Weiten. (Der Film) stellt eine Trash-Granate von einigen Gnaden dar.“

„Total missglückter Wolfsblut-Nachfolgefilm“

## Produktion
- Die Außenaufnahmen entstanden in der Gegend von Madonna di Campiglio.

- Die Darstellerin der Corinne ist die Tochter von Hauptdarsteller Savage.